# 東浦町立緒川小学校
東浦町立緒川小学校（ひがしうらちょうりつ おがわしょうがっこう）は、愛知県知多郡東浦町にある公立小学校。

## 校区
- 大字緒川の大部分が校区である。公立中学校の場合の進学先は東浦町立北部中学校である[1]。

## 沿革
- 1872年（明治5年） - 郷学校が開校。緒川村、石浜村の児童が通学する。
- 1875年（明治8年） - 弘教学校に改称する。 石浜村が離脱し、石浜学校を開校する。
- 1876年（明治9年） - 緒川学校に改称する。緒川村の児童が通学する。
- 1887年（明治20年） - 尋常小学緒川学校に改称する。
- 1889年（明治22年）10月1日 - 町村制により、緒川村が発足。
- 1892年（明治25年） - 緒川尋常小学校に改称する。
- 1893年（明治26年） - 高等科を設置し、緒川尋常高等小学校に改称する。
- 1906年（明治39年）5月1日 - 森岡村の一部、緒川村、石浜村、生路村、藤江村が合併し、東浦村が発足。
- 1908年（明治41年） - 緒川尋常高等小学校と森岡尋常小学校を統合し、東浦第一尋常小学校となる。統合校舎は無く、旧・緒川尋常高等小学校と旧・森岡尋常小学校で分散授業となる。
- 1912年（大正元年） - 緒川尋常小学校と森岡尋常小学校に分立する。
- 1941年（昭和16年）4月1日 - 緒川国民学校に改称する。
- 1943年（昭和18年） - 現在地に校舎が完成し、移転する。
- 1947年（昭和22年）4月1日 - 東浦村立緒川小学校に改称する。
- 1948年（昭和23年）6月1日 - 東浦村が町制を施行し、東浦町となる。同時に東浦町立緒川小学校に改称する。
- 1961年（昭和36年） - 体育館が完成する。
- 1973年（昭和48年） - プールが完成する。児童数増加のため、プレハブ校舎を設置する。
- 1975年（昭和50年） - 児童数増加による教室不足のため、旧・緒川保育園園舎を校舎に転用する。
- 1978年（昭和53年） - 新校舎（鉄筋コンクリート造）が完成する。
- 1996年（平成8年） - 新屋内運動場が完成する。

## 交通アクセス
- JR東海武豊線緒川駅下車、徒歩約10分。

## 周辺施設
- 東浦町立北部中学校　※隣接
- 東浦町立東浦中学校
- 東浦町立森岡小学校
- 緒川保育園
- 東浦町役場
- 東浦町中央図書館
- 東浦郵便局
- 於大公園
- イオンモール東浦
- 知多信用金庫緒川支店
- 碧海信用金庫東浦支店
- 武豊線緒川駅

## 著名な出身者
- 日髙輝夫 - 第7代東浦町長[2]